# ريغي هولت
ريغي هولت (بالإنجليزية: Reggie Holt) هو لاعب كرة قدم أمريكية أمريكي، ولد في 18 فبراير 1971.